# 九八式4屯牽引車
九八式四屯牽引車「シケ」（98しき4とんけんいんしゃ）とは、1938年（昭和13年）に大日本帝国陸軍で制式採用された砲兵トラクターである。

## 概要
国情から火砲を牽引できる強力な輓馬（ばんば）を産出できなかった日本は、列強諸国の機械化に遅れることなく、比較的早い時期から火砲牽引車の開発に熱心であった。1918年（大正7年）頃には各種トラクターを輸入し実用に適するか審査を行い、1923年（大正12年）には自動車牽引による十糎加農連隊が創設された。
1935年（昭和10年）8月には機動機動九〇式野砲が制式制定された。この砲は砲車・弾薬車とも機械化により最大速度45 km/hで機動が可能であり、牽引車輌の一つとして充当されたのが本車であった。
本車は九四式四屯牽引車の運用経験に基づき、弱点の除去と信頼性の向上を目標として開発されている。具体的には空冷のガソリンエンジン各部に改良を加えたほか、九五式軽戦車と同様の懸架装置および履帯を採用した。九四式四屯牽引車の改良型とされるが、資料によっては九八式六屯牽引車を小型化したものとも説明している。
戦闘時の酷使にも耐えうるよう、発動機の冷却効果を高め、履帯を九五式軽戦車と共通化するなど、信頼性と生産性を高める堅実な設計を採り入れていた。火砲の射撃準備時間の短縮化と、トラックに乗った機械化歩兵と同速度での移動を確保できる機動性などから実戦部隊では好評を得たが、日本陸軍の予算不足と工業水準の低さから、常に絶対的な数的不足をきたしていた。
機動九〇式野砲の牽引時には、牽引車の後方に砲を接続し、弾薬箱2箱、計8発を携行した。弾薬車も牽引車によって機動し、この弾薬車には弾薬44発と信管箱が搭載された。ほか、車長・砲兵員・弾薬手が搭乗した。
構造としては全装軌式牽引車であり、最前部に空冷ガソリンエンジンを収めた機関室、中央部から後部にかけて操縦席及び座席が設けられ、車体両側面に九五式軽戦車と同様の緩衝装置を装備した。走行装置は前方に誘導輪、後方に起動輪を配し、上部転輪は片側2個、転輪は片側5個が使用されている。履板には九五式軽戦車と同様のものを使用、これを連結して履帯を構成した。転輪は九八式六屯牽引車のものが用いられた。履帯幅は25 cm、接地長は2.06 m、最低地上高は31 cmである。この走行装置は九四式四屯牽引車よりも良好なトラクションを発揮した。操向はクラッチ・ブレーキ方式である。
本車は燃料160リットルを携行し、最大91馬力を出力して速度40 km/hを発揮可能だった。牽引能力は3.65 tで、砲を牽引しつつ三分の一の坂を登坂した。ほか、徒渉水深能力は50 cm程度であった。